# 尤尼鋸蓋魚
尤尼鋸蓋魚為輻鰭魚綱鱸形目鱸亞目鋸蓋魚科的一種，分布於東太平洋薩爾瓦多至秘魯淡水、半鹹水及海域，體長可達46公分，棲息在底層水域，生活習性不明，可做為食用魚及遊釣魚。

## 擴展閱讀
維基物種上的相關：尤尼鋸蓋魚